# Пробиштип
Пробиштип (мак. Пробиштип) — місто на сході Північної Македонії, центр громади Пробиштип. Населення міста на 2021 р. становить 9 763 чоловік.

## Національність
- македонці — 8560 — 98,23%
- серби — 63 — 0,72%
- цигани — 34 — 0,39%
- влахи — 15 — 0,17%
- турки — 4 — 0,05%
- боснійці — 1 — 0,01%
- інші — 37 — 0,43%